# Betsy's Kindergarten Adventures
Betsy's Kindergarten Adventures est une série télévisée d'animation américaine en vingt-quatre épisodes, diffusée entre le 19 janvier 2008 et le 17 janvier 2009 sur PBS Kids.

## Fiche technique
Sauf indication contraire, les informations mentionnées dans cette section peuvent être confirmées par la base de données cinématographiques IMDb,  présente dans la section « Liens externes ».
- Titre original : Betsy's Kindergarten Adventures
- Réalisation : Michael Pietrzak et Fred Crippen
- Scénario : Michael Maurer, Joey D'Auria, Joie Albrecht, Betsy Quinn, Daniel Cieplinski, Evelyn Gabai et John Semper
- Photographie :
- Musique : Craig Dobbin et Brian Mann
- Casting : Jackie Burch
- Montage :
- Décors :
- Production : Venice Clementi et Dale Scales
  - Producteur délégué : Reed Clevenger et Michael Pietrzak
  - Coproducteur : Dan McCarthy
- Sociétés de production : Polkadot Productions
- Société de distribution : PBS
- Chaîne d'origine : PBS Kids
- Pays d'origine :  États-Unis
- Langue originale : anglais
- Genre : Animation
- Durée : 28 minutes

## Distribution

### Acteurs principaux
- Tom Kenny : M. O'Connor
- Daveigh Chase : Betsy
- Vicki Lewis : Molly et Maria
- Nancy Cartwright : Billy
- Richard Steven Horvitz : Scott
- Kath Soucie : Newton
- Cree Summer : Sarah
- Fred Willard : Bob le chauffeur de bus

### Acteurs secondaires et invités
- Sally Struthers : Mme O'Connor
- Tom Bosley : Principal Richard Warner
- Joey D'Auria : M. Twilly
- Bess Armstrong : la mère de Betsy

## Épisodes
1. How It All Began / Lost and Found
2. The Farmyard Field Trip / Betsy's Green Thumb
3. Boots, Boots, Boots / Team Player
4. Camping Out / The Tooth Chart
5. The Spy Who Taught Me / Show and Tell
6. Betsy Buys a Vowel / Follow These Directions
7. Frisky Business / Yesterday, Today and Tomorrow
8. Borrowed Time / Happy Earth Day
9. Tickets, Please / Have You Got the Time
10. Growing, Growing Gone / The Treasure of the Sierra Betsy
11. Introducing the Post Office / A Berry Sore Stomach
12. Lyrtle the Turtle / The Great Gingerbread Man Mystery
13. Molly's First Bike Ride / An Awfully Frightening Lightning
14. Newton the New Kid / A Colorful Encounter
15. A Whole Lotta Hot Air / The Fire Department
16. Responsibilities / Rules of the Road
17. To Tree or Not to Tree / Something Fishy
18. The Police Department / A Visit From the Doctor
19. Homework Rules / Bread and Butterflies
20. All Washed Up / Mrs. O'Connor's Space Rangers
21. Manners Please / Mystery at Lakeshore Farm
22. Big and Little / Computer Fun
23. Making Instruments / Dinosaur Dynasty
24. Treasure Hunt / Betsy In Charge